# Xia Meng
Xia Meng (夏梦S, Xià MèngP; Shanghai, 16 febbraio 1933 – Hong Kong, 30 ottobre 2016) è stata un'attrice e produttrice cinematografica hongkonghese.
In occasione del centenario della nascita dell'industria cinematografica in Cina nel 2005, la China Film Performance Art Academy l'ha inserita nella lista dei "100 migliori attori in 100 anni di cinema cinese".